# FishBase
FishBase (Base de dades de peixos) és una base de dades amb informació sobre peixos. L'abril del 2015 incloïa la descripció de 32.900 espècies i subespècies, 304.500 noms vulgars en 300 idiomes, 55.300 fotografies, i tenia referències a 51.600 articles i publicacions científiques. La web rep al voltant de 800.000 visites mensuals.
El 1987, Daniel Pauly, va proposar crear una base de dades estandarditzada per a les espècies de peixos, com a part del "ICLARM Software Project". Es va inspirar en els Fulls d'identificació d'Espècies (Species Identification Sheets) i altres productes de Walter Fischer produïts per la FAO (Organització de les Nacions Unides per a l'Alimentació i l'Agricultura) durant la dècada del 1970. L'any següent, Daniel va començar a treballar juntament amb Rainer Froese, que havia estat treballant en un sistema expert per a identificar larves de peixos. Després d'un intent frustrat de construir un sistema utilitzant Prolog, Froese va canviar a Data, una base de dades relacional per al sistema operatiu MS-DOS. L'any 1989 el projecte va rebre el seu primer suport institucional econòmic.
El 1993 el projecte canvià al programari Microsoft Access, i el 1995 es va produir el primer CD-ROM anomenat "FishBase 100". Els comentaris a les revistes científiques, si bé van lloar l'abast i la idea, van destacar que hi havia nombrosos buits en la informació proveïda. Les edicions de CD posteriors s'han anat editant amb una freqüència anual, la versió de FishBase del 2004 ja requeria cinc CD o un DVD pel seu volum. Per poder visualitzar el sistema cal Windows 98 o posterior, i no està accessible per a altres plataformes com Mac OS X o Linux.
FishBase va estar disponible per primera vegada a la Web a l'agost de 1996, l'any següent es va contractar un webmaster. Al mateix temps, tota la informació de la base de dades va estar disponible per a ser consultada a través de la xarxa d'internet.
A partir de l'any 2000, FishBase ha estat administrada pel FishBase Consortium. El consorci està format per:
- Museu real de l'Àfrica central (Musée royal de l'Afrique centrale), Tervuren (Flandes, Bèlgica)
- Universitat Aristotèlica de Tessalònica (Αριστοτέλειο Πανεπιστήμιο Θεσσαλονίκης,), Tessalònica
- Fisheries Centre University of British Columbia, Vancouver
- FAO, Roma
- IFM-GEOMAR, Kiel
- Museu Nacional d'Història Natural (Muséum national d'histoire naturelle), París
- Museu suec d'Història Natural(Naturhistoriska riksmuseet), Estocolm
- Centre mundial dels peixos (WorldFish Center), Penang
- Acadèmia xinesa de la ciència dels peixos (Chinese Academy of Fishery Science), Beijing

En la mesura que els especialistes en peixos s'han assabentat de l'existència de FishBase, més de 1370 col·laboradors han enviat contribucions. Per mantenir el seu valor com una base de dades de caràcter científica, no es permet que s'afegeixi informació lliure a FishBase; tot el seu contingut ha d'estar basat en material que ha estat publicat amb anterioritat.